# ルートヴィヒスブルク郡
ルートヴィヒスブルク郡 (ドイツ語: Landkreis Ludwigsburg) は、ドイツ連邦共和国バーデン＝ヴュルテンベルク州シュトゥットガルト行政管区の郡である。ルートヴィヒスブルク郡の郡庁所在地は、本郡最大の都市で、かつてヴュルテンベルクの宮廷都市であったルートヴィヒスブルクである。人口は、553,689人（2023年12月31日現在）で、ドイツで6番目に大きな郡である。

## 地理

### 位置
ルートヴィヒスブルク郡は、ネッカー盆地の大きな部分を占める。ネッカー川はシュトゥットガルトから本郡の南側の領域に流入し、何度も蛇行を繰り返しながら郡内を流れる。この川によって、郡内は面積の広い西部とより狭域な東部に分割されており、郡の西側には他にエンツ川とその支流のグレムス川も流れている。エンツ川の北側にはシュトロムベルクが位置し、シュトローゴイがグレムス川の両岸に広がっている。シュトゥットガルトから北に向かってコルンヴェストハイム、ルートヴィヒスブルク、フライベルク・アム・ネッカー、ビーティヒハイム＝ビシンゲンがネッカー川およびその谷に面した人口密集地域を形成している。郡の中央部分は、歴史的に重要なホーエンアスペルクから望むことができる。本郡の郡域には、ムルタールやボットヴァールタールの大部分が含まれており、北部はレーヴェンシュタイナー山地に接する。

### 集落
ルートヴィヒスブルク郡には約210の集落が存在する。

### 隣接する郡および独立市
本郡は、北はハイルブロン郡、東はレムス＝ムル郡、南東はシュトゥットガルト市、南西はベーブリンゲン郡、西はエンツ郡と接する。エンツ郡はカールスルーエ行政管区、それ以外はシュトゥットガルト行政管区に属す。

### 土地利用
| 土地用途別面積     | 面積 (km2) | 占有率 |
| ------------------ | ---------- | ------ |
| 住宅地および空き地 | 54.02      | 7.9 %  |
| 産業用地           | 26.15      | 3.8 %  |
| レジャー用地       | 12.91      | 1.9 %  |
| 交通用地           | 60.19      | 8.8 %  |
| 農業用地           | 373.87     | 54.4 % |
| 森林               | 123.60     | 18.0 % |
| 水域               | 9.28       | 1.4 %  |
| その他の用地       | 26.75      | 3.9 %  |
| 合計               | 686.77     |        |

州統計局の2018年12月31日現在のデータによる。

### 自然保護区
ルートヴィヒスブルク郡には、19の自然保護区が存在し、その面積は 523 ヘクタールで、郡全域の 0.76 % にあたる。
自然保護区は、しばしば複数の市町村にまたがっている。他の郡域にまで広がっている例（ブーヒェンバッハタール、ゲルリンガー・ハイデ、グロイターヴァルト、ウンテレス・レムタール）もある。シュトゥットガルト行政管区の自然保護区の運営は、シュトゥットガルト行政管区長官の業務である。

## 歴史
郡域に人が存在していた最も古い証拠は、1933年にシュタインハイム近郊のムル川沿いで発見された25万年前のホモ・シュタインハイメンシスの頭蓋骨である。新石器時代以降は、数多くの考古学的出土品により、継続的な定住がなされていたことが証明されている。ホーエンアスペルクはケルト時代の族長の所在地で、クラインアスペルグレやホーホドルフ・アン・デア・エンツの豊かに装飾された墓がその権力を示している。
85年にローマ帝国がこの地方を征服し、ヴァルハイムやベニンゲンの城砦を含む遺跡を遺している。3世紀にアレマン人による領土獲得がなされた。フランク人による征服後、フランケンとシュヴァーベンとの境界が本郡を通って設けられた。境界は、グレムスからホーエンアスペルクを通ってアファルターバッハ近郊のレムベルクに至るラインにおおむね沿っていた。
14世紀にヴュルテンベルク伯が成立し、最初は南部と東部から徐々に領域を拡大した。1302年にマールバッハ、1308年にグレムスガウを含むアスペルク伯領、1322年にヴォルフゼルデン領、1336年に当時帝国都市であったグリューニンゲン（現在のマルクグレーニンゲン）を支配下に収めた。1357年にリヒテンベルク領を獲得してボットヴァールタールを確保し、1360年にはエンツガウのファイインゲン伯を倒し、1561年にザクセンハイムを掌中に収め、1564年にはマリエンタール修道院を、帝国直轄の市場町シュタインハイム・アン・デア・ムルとともに手に入れた。1595年に当時の公爵がバーデン辺境伯からベージヒハイム領主家の土地を購入したことで、ベニヒハイムといくつかの騎士領の村を除き、現在の郡域全体がその支配下に入った。
17世紀にこの地域は、戦争に酷く苦しめられた。三十年戦争は多くの住民の命を奪った。1688年から1707年の継承戦争でのフランス軍の襲来は、さらなる荒廃と経済的損害をもたらした。

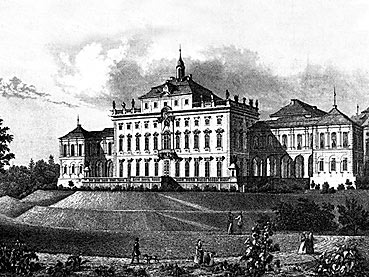
1705年頃のルートヴィヒスブルク城

重要なステップの一つが1704年からのルートヴィヒスブルク城とその都市の建設であった。ルートヴィヒスブルクはこの地域の新たな中心地に発展した。それに反してマルクグレーニンゲンとマールバッハは中心地としての機能を徐々に失っていった。現在の郡の嚆矢は、1718年にアムト・マルクグレーニンゲンの領域内に設けられたオーバーアムト・ルートヴィヒスブルクであった。ヴュルテンベルク公は、1805年に最後まで残ってた帝国騎士領の高権を獲得した。現在の郡域全体は、1806年に成立したヴュルテンベルク王国に属し、運命をともにすることとなった。
現在の郡域は以下のアムト（1758年からは大部分がオーバーアムトとなった）の全域あるいは一部からなっている: ブラッケンハイム、ザクセンハイム、ベージヒハイム、ビーティヒハイム、マールバッハ、ヴァイプリンゲン、ルートヴィヒスブルク、アスペルク、グレーニンゲン、レオンベルク、ファイインゲン、マウルブロン。これらのオーバーアムトは1806年と1810年に再分割され、いくつかは廃止された。1816年に新たな王ヴィルヘルムへの請願が失敗したことで、マルクグレーニンゲンは、1世紀近くにおよんだ再編に対する抵抗を取り下げなくてはならなかった。
1938年にオーバーアムトは「ルートヴィヒスブルク郡 (Kreis Ludwigsburg)」となり、オーバーアムト・ベージヒハイムおよびマールバッハの大部分と新たなヴァイプリンゲン郡およびファイインゲン郡のいくつかの町村がこれに追加された。オーバーアムト・マウルブロンと、オーバーアムト・ブラッケンハイムのいくつかの町村は「ファイインゲン郡」となった。
ルートヴィヒスブルク郡 (Landkreis Ludwigsburg) は郡の再編に伴い1973年1月1日に新設された、ファイインゲン郡のおよそ半分（残り半分はエンツ郡に編入された）およびレオンベルク郡のいくつかの町村、バックナング郡のアファルターバッハが編入され、現在の範囲にまで拡大された。
これに先立って1972年1月1日に、ハイルブロン郡のグローナウ町が廃止され、オーベルステンフェルトに合併した。1972年7月1日にバックナング郡からリーリングスハウゼンがこれに加わり、マールバッハ・アム・ネッカー市が成立した。
郡域再編完了後、ルートヴィヒスブルク郡には39市町村が含まれ、このうち18が市、さらにその中の6市（ビーティヒハイム＝ビシンゲン、ディッツィンゲン、コルンヴェストハイム、ルートヴィヒスブルク、レムスエック・アム・ネッカー、ファイインゲン・アン・デア・エンツ）が大規模郡所属市である。本郡の市町村のうち格段に人口が多いのがルートヴィヒスブルクで、最も人口の小さな町がヘッシヒハイムである。最も広い市町村はファイインゲン、最も狭い町はフロイデンタールである（2013年12月31日現在）。

## 住民

### 人口推移
以下に示す人口は、実行調査結果 (*) またはバーデン＝ヴュルテンベルク州統計局の公的な研究結果によるものである。
| 時点           | 人口（人） |
| -------------- | ---------- |
| 1973年12月31日 | 426,897    |
| 1975年12月31日 | 423,805    |
| 1980年12月31日 | 435,649    |
| 1985年12月31日 | 434,254    |
| 1987年5月25日* | 442,389    |

| 時点           | 人口（人） |
| -------------- | ---------- |
| 1990年12月31日 | 465,429    |
| 1995年12月31日 | 485,831    |
| 2000年12月31日 | 497,764    |
| 2005年12月31日 | 513,317    |
| 2010年12月31日 | 517,985    |
| 2015年12月31日 | 534,074    |

2000年末から2010年末まで、約 20,200人の人口増加があった本郡は、バーデン＝ヴュルテンベルク州で最も多く人口が増加した郡である。

## 行政

### 郡議会
郡議会議員は、5年ごとの選挙で選出され、少なくとも84議席で構成される。追加の議席は、郡条例 § 22 Abs. 6 で定められた調整議席である。2019年5月26日の選挙結果（投票率 60.1 %）に基づく議席配分を以下に示す（105議席、前回は103議席であった）。
| 政党   | 得票率 (%) | 議席数  |
| ------ | ---------- | ------- |
| FW     | 24.73      | 27      |
| CDU    | 24.00      | 26      |
| GRÜNE  | 21.34      | 21      |
| SPD    | 14.41      | 16      |
| FDP    | 8.40       | 8       |
| Linke  | 4.24       | 4       |
| AfD    | 2.88       | 3       |
| 合計   | 100.0      | 103     |
| 投票率 | 60.12 %    | 60.12 % |

### 郡長
郡議会は、その任期8年間の郡長を選出する。郡長は、郡の代表者であると同時に、郡議会およびその委員会の議長を務める。郡長は郡役場の業務を指導する郡の役人でもある。郡議会や委員会の開催もその職責に含まれる。彼は議会を招集し、運営し、組織された委員会を機能させる。委員会での投票権はない。市長代理は郡役場の筆頭者が務める。
第二次世界大戦後の郡長を列記する:
- 1945年 - 1947年: ヘルムート・イェーガー
- 1948年 - 1960年: ヘルマン・エプナー
- 1961年 - 1967年: カール・シュトルツ
- 1967年 - 1996年: ウルリヒ・ハルトマン
- 1996年 - 2019年: ライナー・ハース
- 2020年 - : ディートマール・アルガイアー

1945年から1972年までの郡長は、ファイインゲン郡の郡長である。

### 紋章
ルートヴィヒスブルク郡の紋章は金地で、横向きに配された黒いシカの角の下に、赤い爪と赤い舌を見せる黒い鷲が描かれている。この紋章は、1939年1月28日に採用され、1973年の郡再編後の1974年8月30日に改めて承認された。
シカの角はヴュルテンベルク公を表してる。この公爵家は古くから現在の郡域の全体近くを治め、ルートヴィヒスブルク市を建設した。鷲は1336年まで自由帝国都市であったグリューニンゲン（現在のマルクグレーニンゲン）を象徴している。この街は帝国突撃旗の旗手であり、ヴュルテンベルクのオーバーアムト所在都市としてルートヴィヒスブルクの先駆けであった。鷲を描いた帝国突撃旗は郡庁所在地ルートヴィヒスブルクの紋章にも描かれている。

ルートヴィヒスブルク郡の紋章
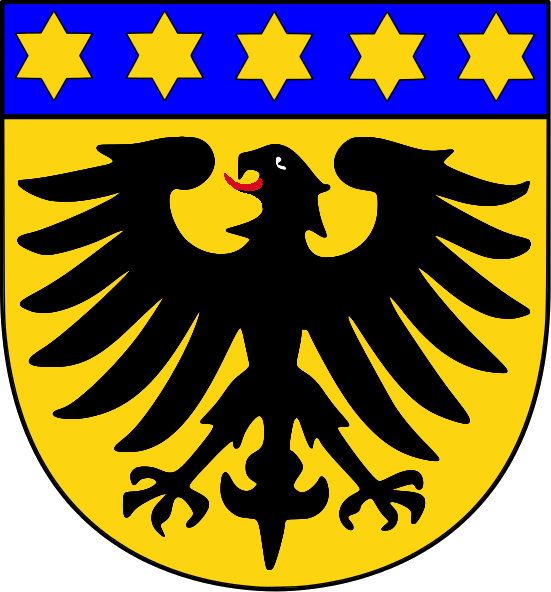
マルクグレーニンゲン市の紋章
ヴュルテンベルクの紋章

### 姉妹地域
ルートヴィヒスブルク郡は以下の地域と姉妹地域関係にある。
- 上ガリラヤ（英語版）（イスラエル）1983年
- ケムニッツァー・ラント郡（ドイツ語版、英語版）（ドイツ、ザクセン州）1990年
- 宜昌市（中華人民共和国、湖北省）1990年
- ペシュト県（ハンガリー）1992年

さらに2002年からイタリアのベルガモ県と交流を行い、2005年に協力協定を締結している。

## 経済と社会資本
ルートヴィヒスブルク郡には、約17万人分の職場がある。失業率は 3.1 %（2020年1月現在） で、連邦平均よりもかなり低い。社会保険支払い義務のある就労者のうち約 37 % が加工業に従事している。小売り・宿泊・交通業従事者は約 24 %、その他のサービス業従事者は約 39 % であった。農林業従事者は全就労者の 1 % であり、その 2/3 はブドウ栽培に従事している。ルートヴィヒスブルクの工業の重点は、自動車製造、金属加工、合成樹脂加工である。サービス業部門は、何年も前から成長を続けている部門である。ルートヴィヒスブルク郡は、ドイツで最も成功した経済地域の1つである。ツークンフトアトラス2019（直訳: 未来地図2019）でルートヴィヒスブルク郡は、ドイツ全土の401の郡、市町村連合、郡独立市のうち、18位に位置づけられ、「非常に高い将来性」のある地域の1つに格づけられている。

### 交通

#### 道路
郡内をアウトバーン A81号線シュトゥットガルト - ハイルブロン - ヴュルツブルクが通っている。さらに連邦道、州道、郡道が整備されている。その中でも重要なのが、連邦道 B10号線シュトゥットガルト - プフォルツハイムおよび B27号線シュトゥットガルト - ルートヴィヒスブルク - ハイルブロンである。
郡の中部から南部は、環境ゾーンに指定されている。ルートヴィヒスブルクおよび周辺部環境ゾーンは2013年初めに、レオンベルク/ヘンミンゲンおよび周辺部環境ゾーンは2013年12月に設けられた。

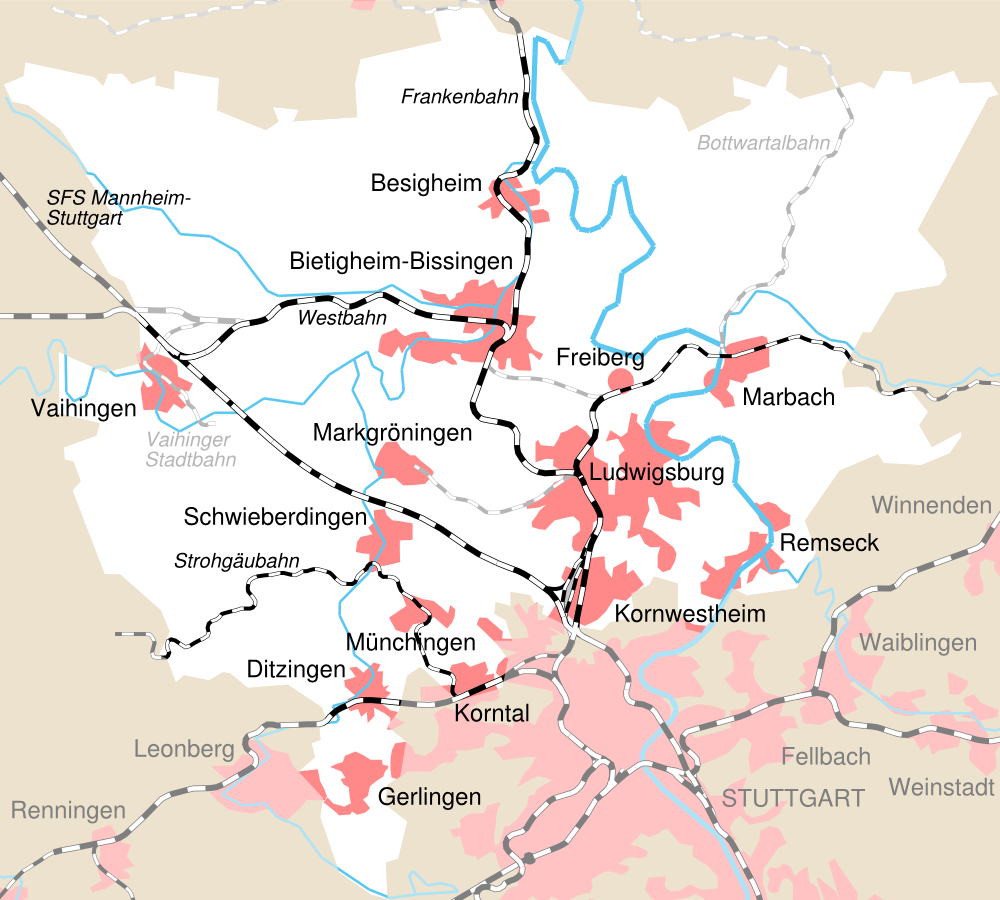
ルートヴィヒスブルク郡の地図

#### 鉄道
郡内を通る鉄道路線は、フランケン鉄道（シュトゥットガルト - ヴュルツブルク）、ビーティヒハイム＝ビシンゲンでこの路線からミュールアッカー方面に分岐する路線、バックナング - ルートヴィヒスブルク線およびシュトローゴイ鉄道である。鉄道路線の一部は、シュトゥットガルトSバーン網が利用している。S4号線はシュトゥットガルトからルートヴィヒスブルクおよびマールバッハ・アム・ネッカーを経由してレムス＝ムル郡のバックナングへ向かう。S5号線はやはりルートヴィヒスブルクを経由してビーティヒハイム＝ビシンゲンへ行く。また、S6号線シュトゥットガルト - ヴァイル・デア・シュタットが郡南西部をかすめている。さらに、ゲルリンゲンは U6号線で、レムスエック・アム・ネッカーは U12号線でシュトゥットガルト＝ミッテと結ばれている。いわゆる「シュスター鉄道」(R11) は、コルンヴェストハイムとウンターテュルクハイムとを結んでいる。
マンハイム-シュトゥットガルト高速線も郡域を横断している。この路線の郡内唯一の駅がファイインゲン・アン・デア・エンツ駅である。コルンヴェストハイムの西端に1918年から1920年までコルンヴェストハイム操車場があった。これはバーデン＝ヴュルテンベルクで2番目に大きな操車場であった。
郡内の鉄道の歴史的発展は、1846年にシュトゥットガルトからルートヴィヒスブルクまでが開業し、1847年にビーティヒハイムまで延伸された王立ヴュルテンベルク邦有鉄道北線によって始まった。ここで路線は分岐し、1848年にハイルブロンへ、1853年に（西線として）ミュールアッカーおよびブルーフザールに延伸された。コルンタール駅とディツィンゲン駅がある現在のS6号線は、1868年/69年にシュヴァルツヴァルト鉄道によって建設された。バックナング＝ビーティヒハイムへは1879年に、フライベルク（当時はバイインゲン＝ホイティングスハイム）からルートヴィヒスブルクへの支線は1881年に開通した。マールバッハでは、1894年にバイルシュタインおよびハイルブロン南に行く狭軌鉄道ボットヴァールタール鉄道が接続した。1896年にシュトゥットガルト中央駅を迂回してウンターテュルクハイムからコルンヴェストハイムへ向かう貨物線が設けられた。
オーバーアムト所在地ファイインゲンは、1904年にヴュルテンベルク鉄道協会によって、市内から離れた駅で鉄道と結ばれた。ドイツ鉄道のマンハイム - シュトゥットガルト新線の開通は、1990年に市域の大規模な変更をもたらした。1906年にヴュルテンベルギシェ・ネーベンバーンはシュトローゴイ鉄道コルンタール - ヴァイサハ線の営業を開始した。ヴュルテンベルク邦有鉄道の郡内最後の路線は1916年に開業された支線ルートヴィヒスブルク - マルクグレーニンゲン線であった。
かつて全長 141 km あった鉄道網のうち、以下の 34 km の区間で旅客運行が廃止された:
- 1958年　ビーティヒハイム - ホイティングスハイム 6 km
- 1966年　マールバッハ - オーベルステンフェルト - ハイルブロン南 13 km（軌道幅: 750 mm）
- 1975年　ルートヴィヒスブルク - マルクグレーニンゲン 8 km
- 2002年　ファイインゲン北 - ファイインゲン・シュタット - エンツヴァイヒンゲン 7 km

現在の市電路線は、1926年にゲルリンゲンがフォイエルバッハ市電によってシュトゥットガルトと結ばれたことを嚆矢とする。また、1999年にはレムスエック・アム・ネッカーがシュトゥットガルトと結ばれた。

### 郡立施設
ルートヴィヒスブルク郡は、以下の職業学校の運営母体となっている:
- ビーティヒハイム＝ビシンゲン営業および商業学校
- オスカー＝ヴァルカー＝シューレ（営業学校）ルートヴィヒスブルク
- カール＝シェーファー＝シューレ（営業学校）ルートヴィヒスブルク
- ロバート＝フランク＝シューレ（商業学校）ルートヴィヒスブルク
- マチルデ＝プランク＝シューレ（家政学校）ルートヴィヒスブルク
- エーリヒ＝ブラヒャー＝シューレ（商業学校）コルンヴェストハイム＝パットンヴィレ

さらに郡は幼稚園を併設した精神障害者のための学校をルートヴィヒスブルク（シューレ・アム・ファヴォリーテパルク）およびシュタインハイム・アム・ムル（クラインボットヴァール地区、パウル＝アルディンガー＝シューレ）で、言語障害者および長期入院患者のための幼稚園を併設した学校をルートヴィヒスブルク（フレーベルシューレ）で、身体障害児のための幼稚園をルートヴィヒスブルク＝ホーエネックで運営している。郡はマルクグレーニンゲン市と共同で、音楽芸術に重点を置いたヘレーネ＝ランゲ＝ギムナジウムも運営している。
ルートヴィヒスブルクは、クリニーク・ルートヴィヒスブルク＝ビーティヒハイム gGmbH の 75 % 出資者（残り 25 % はビーティヒハイム＝ビシンゲン市）である。この医療法人は、ルートヴィヒスブルク、ビーティヒハイム＝ビシンゲン、マールバッハ・アム・ネッカー、ファイインゲン・アン・デア・エンツおよびルートヴィヒスブルク老人リハビリテーション医院を運営している。ルートヴィヒスブルクとビーティヒハイム＝ビシンゲンの病院は、ハイデルベルク大学のアカデミックな学習病院となっている。
郡は、ルートヴィヒスブルク郡立貯蓄銀行の運営者でもある。

## 市町村
| 市: - アスペルク (Asperg 13,836) - ベージヒハイム (Besigheim 12,923) - ビーティヒハイム＝ビシンゲン (Bietigheim-Bissingen 43,808) - ベニヒハイム (Bönnigheim 8,447) - ディッツィンゲン (Ditzingen 25,318) - フライベルク・アム・ネッカー (Freiberg am Neckar 16,227) - ゲルリンゲン (Gerlingen 19,774) - グロースボットヴァール (Großbottwar 8,591) - コルンタール＝ミュンヒンゲン (Korntal-Münchingen 20,394) - コルンヴェストハイム (Kornwestheim 34,177) - ルートヴィヒスブルク (Ludwigsburg 94,859) - マールバッハ・アム・ネッカー (Marbach am Neckar 16,010) - マルクグレーニンゲン (Markgröningen 15,099) - オーバーリークシンゲン (Oberriexingen 3,370) - レムスエック・アム・ネッカー (Remseck am Neckar 26,589) - ザクセンハイム (Sachsenheim 19,480) - シュタインハイム・アン・デア・ムル (Steinheim an der Murr 12,082) - ファイインゲン・アン・デア・エンツ (Vaihingen an der Enz 29,387) | 町村: - アファルターバッハ (Affalterbach 4,524) - ベニンゲン・アム・ネッカー (Benningen am Neckar 6,713) - エーバーディンゲン (Eberdingen 7,014) - エルトマンハウゼン (Erdmannhausen 5,318) - エルリヒハイム (Erligheim 3,127) - フロイデンタール (Freudental 2,644) - ゲムリヒハイム (Gemmrigheim 4,930) - ヘンミンゲン (Hemmingen 8,222) - ヘッシヒハイム (Hessigheim 2,555) - インゲルスハイム (Ingersheim 6,404) - キルヒハイム・アム・ネッカー (Kirchheim am Neckar 6,262) - レヒガウ (Löchgau 5,977) - メークリンゲン (Möglingen 11,334) - ムンデルスハイム (Mundelsheim 3,539) - ムル (Murr 6,789) - オーベルステンフェルト (Oberstenfeld 7,989) - プライデルスハイム (Pleidelsheim 6,454) - シュヴィーバーディンゲン (Schwieberdingen 11,658) - ゼルスハイム (Sersheim 5,790) - タム (Tamm 12,726) - ヴァルハイム (Walheim 3,349) かっこ内の数値は、2023年12月31日現在の人口である。 行政共同体と自治体行政連合 - ベージヒハイム自治体行政連合: ベージヒハイム、フロイデンタール、ゲムリヒハイム、ヘッシヒハイム、レヒガウ、ムンデルスハイム、ヴァルハイム - ビーティヒハイム＝ビシンゲン行政共同体: ビーティヒハイム＝ビシンゲン、インゲルスハイム、タム - ベニヒハイム自治体行政連合: ベニヒハイム、エルリヒハイム、キルヒハイム・アム・ネッカー - フライベルク・アム・ネッカー行政共同体: フライベルク・アム・ネッカー、プライデルスハイム - マールバッハ・アム・ネッカー自治体行政連合: マールバッハ・アム・ネッカー、アファルターバッハ、ベニンゲン・アム・ネッカー、エルトマンハウゼン - シュヴィーバーディンゲン＝ヘンミンゲン自治体行政連合: シュヴィーバーディンゲン、ヘンミンゲン - シュタインハイム＝ムル自治体行政連合: シュタインハイム・アン・デア・ムル、ムル - ファイインゲン・アン・デア・エンツ行政共同体: ファイインゲン・アン・デア・エンツ、オーバーリークシンゲン、エーバーディンゲン、ゼルスハイム |

## 参考図書
- Landesarchivdirektion Baden-Württemberg, ed (1978). Das Land Baden-Württemberg – Amtliche Beschreibung nach Kreisen und Gemeinden; Band III: Regierungsbezirk Stuttgart – Regionalverband Mittlerer Neckar. Stuttgart. ISBN 978-3-17-004758-7
- Ulrich Hartmann, ed (1994). Der Kreis Ludwigsburg (2 ed.). Stuttgart: Konrad Theiss Verlag
- Reinhard Wolf, ed (2002). Die Naturschutzgebiete im Regierungsbezirk Stuttgart. Stuttgart: Jan Thorbecke Verlag. ISBN 978-3-7995-5173-1

これらの文献は、翻訳元であるドイツ語版の参考文献として挙げられていたものであり、日本語版作成に際し直接参照してはおりません。